# Essam El-Hadary
Essam El-Hadary, född 15 januari 1973 i Damietta, är en egyptisk före detta fotbollsmålvakt som senast spelade för Nogoom FC.
I maj 2018 blev han uttagen i Egyptens trupp till fotbolls-VM 2018.